# Drosophila synthetica

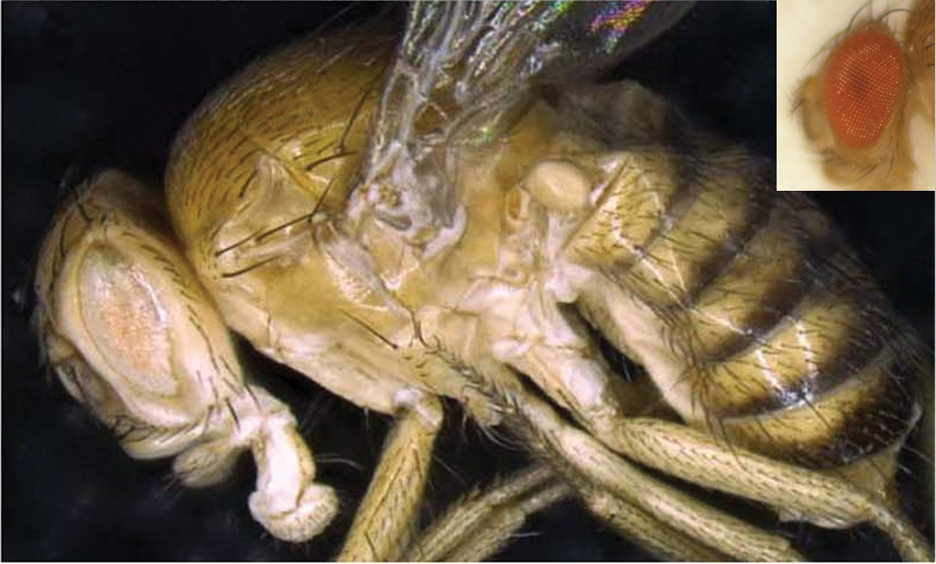
Drosophila synthetica, avec la tête de Drosophila melanogaster en petit pour comparaison.

Drosophila synthetica est une population de mouches génétiquement créée en laboratoire à partir de la mouche du vinaigre Drosophila melanogaster. C'est le généticien espagnol Eduardo Moreno, de l'université de Berne, qui la décrit en 2012 en considérant que ces individus sont suffisamment morphologiquement et génétiquement distincts de Drosophila melanogaster pour constituer une espèce à part entière.

## Description
D. synthetica ressemble à Drosophila melanogaster mais a des yeux blancs plus petits, avec des ailes fortement veinées.

## Reproduction
Drosophila synthetica est fertile et a une descendance viable ; les hybrides de Drosophila synthetica et de Drosophila melanogaster, par contre, meurent prématurément au stade pupal. Ces deux populations sont donc soumises à un isolement reproductif.